# نگار فروزنده
نگار فروزنده (زاده ۳ تیر ۱۳۵۷ در شمیران، تهران) بازیگر ایرانی است.

## زندگیِ هنری
وی کلاس‌های بازیگری را زیر نظر حمید سمندریان گذراند و سپس به سینمای حرفه‌ای ایران روی آورد. بهترین بازی او در فیلم کافه ستاره اثر سامان مقدم بوده است.
او بازیگری را از ۱۴ سالگی آغاز کرد. پس از بازی در فیلم پاپیتال، بسیاری از منتقدان بازی وی را ستودند. وی در دو فیلم از داریوش مهرجویی در سه نقش حضور یافت. مسعود کیمیایی، ابراهیم حاتمی‌کیا دیگر اسامی ثبت‌شده در کارنامهٔ هنری اوست. از ویژگی‌های بارز بازیگری نگار فروزنده، ایفای نقش‌های متفاوت است. همچنین بازی در سه‌گانه فیلم اخراجی‌ها از بازی‌های ماندگار وی می‌باشد.

## فیلم‌شناسی

### سینمایی
| سال  | نام فیلم                         | کارگردان         |
| ---- | -------------------------------- | ---------------- |
| ۱۴۰۳ | دایناسور                         | سید مسعود اطیابی |
| ۱۳۹۹ | جوجه تیغی                        | مستانه مهاجر     |
| ۱۳۹۲ | افسونگر                          | حسین تبریزی      |
| ۱۳۸۹ | کمی شیرین بسی فرهاد              | سیدجواد رضویان   |
| ۱۳۸۹ | اخراجی‌ها ۳                       | مسعود ده‌نمکی     |
| ۱۳۸۸ | شرط اول                          | سید مسعود اطیابی |
| ۱۳۸۷ | اخراجی‌ها ۲                       | مسعود ده‌نمکی     |
| ۱۳۸۷ | دعوت                             | ابراهیم حاتمی‌کیا |
| ۱۳۸۷ | محاکمه در خیابان                 | مسعود کیمیایی    |
| ۱۳۸۶ | دایره زنگی                       | پریسا بخت‌آور     |
| ۱۳۸۵ | بلند گریه کن                     | اسماعیل فلاح پور |
| ۱۳۸۵ | اخراجی‌ها                         | مسعود ده‌نمکی     |
| ۱۳۸۵ | پاپیتال                          | اردشیر شلیله     |
| ۱۳۸۴ | کافه ستاره                       | سامان مقدم       |
| ۱۳۷۹ | دعوت به شام                      | داوود موثقی      |
| ۱۳۷۸ | میکس                             | داریوش مهرجویی   |
| ۱۳۷۷ | داستان‌های جزیره (دختردایی گمشده) | داریوش مهرجویی   |
| ۱۳۷۷ | معصوم                            | داود توحیدپرست   |
| ۱۳۷۶ | پشت دیوار شب                     | مهران تأییدی     |
| ۱۳۷۴ | بازی‌های پنهان                    | کریم هاتفی‌نیا    |

### نمایش خانگی
- رقص روی شیشه (مهدی گلستانه) (۱۳۹۷)
- شب‌های مافیا (سعید ابوطالب) (۱۳۹۹)
- روزی روزگاری مریخ (پیمان قاسم‌خانی) (۱۴۰۱)
- قطب شمال (امین محمودی یکتا) (۱۴۰۳)

### تله‌فیلم
- انتقال (علی‌رضا بذرافشان، ۱۳۸۷)
- نیلوفر کبود (سیروس مقدم، (۱۳۸۶)
- ثانیه شمار (حسین تبریزی، ۱۳۸۷)
- برادرزادهٔ عزیز (علیرضا امینی، ۱۳۸۸)
- دغدغه (۱۳۸۴)
- گرهٔ آخر (حسن لفافیان، ۱۳۸۵)
- دایرهٔ تلخ (شاهین باباپور، ۱۳۸۵)

### مجموعه‌های تلویزیونی
| سال  | نام مجموعه       | کارگردان               | شبکه پخش کننده - تعداد قسمت‌ها          |
| ---- | ---------------- | ---------------------- | -------------------------------------- |
| ۱۳۹۹ | دادستان          | مسعود ده نمکی          | شبکه ۳–۱۷ قسمت                         |
| ۱۳۹۰ | شهر دقیانوس      | مهرداد خوشبخت          | شبکه ۱–۱۶ قسمت                         |
| ۱۳۸۸ | دارا و ندار      | مسعود ده‌نمکی           | شبکه تهران - ۱۴ قسمت - پخش در نوروز ۸۹ |
| ۱۳۸۴ | ریحانه           | سیروس مقدم             | شبکه ۳–۲۶ قسمت                         |
| ۱۳۸۳ | من یک مستاجرم    | پریسا بخت‌آور           | شبکه ۳–۲۶ قسمت                         |
| ۱۳۸۲ | بانویی دیگر      | سیروس مقدم             | شبکه تهران - ۱۷ قسمت - پخش در نوروز ۸۳ |
| ۱۳۸۱ | پاورچین          | مهران مدیری            | شبکه تهران - بازیگر مهمان              |
| ۱۳۸۱ | جستجو در شهر     | حسن هدایت              | شبکه تهران - ۳۰ قسمت                   |
| ۱۳۸۱ | آشتی‌کنان         | مجید صالحی             | شبکه ۳–۳۶ قسمت                         |
| ۱۳۸۰ | راز شیوا         | پرویز حسن پور          | شبکه ۳–۱۹ قسمت                         |
| ۱۳۸۰ | شب آفتابی        | قاسم جعفری             | شبکه ۳–۱۵ قسمت                         |
| ۱۳۷۹ | همسفر            | قاسم جعفری             | شبکه ۳–۲۶ قسمت - بازیگر مهمان          |
| ۱۳۷۹ | جوان امروز       | یوسف سیدمهدوی          | شبکه ۳–۲۶ قسمت                         |
| ۱۳۷۷ | راه سوم          | قاسم جعفری             | شبکه ۳–۲۶ قسمت                         |
| ۱۳۷۶ | گل‌های آفتابگردان | مسعود شاه‌محمدی         | شبکه ۱–۱۳ قسمت - بازیگر مهمان          |
| ۱۳۷۵ | ریشه در دشت خون  | حسین فرخی - قاسم شاکری | شبکه ۱ - موضوع عاشورا                  |
| ۱۳۷۴ | کارآگاه          | حسن هدایت              | شبکه ۱–۱۶ قسمت                         |
| ۱۳۷۴ | دو پنجره         | پاشا شاهنده            | شبکه ۳–۷ قسمت                          |
| ۱۳۷۴ | حکایت میرزا یحیی | حمید لبخنده            | شبکه ۲ - پخش در نوروز ۷۵               |
| ۱۳۷۲ | چه باید کرد      | حسن فردرو              | شبکه ۲                                 |